# Ctenotus pulchellus
Ctenotus pulchellus (червонобокий гребневухий сцинк) — вид сцинкоподібних ящірок родини сцинкових (Scincidae). Ендемік Австралії.

## Поширення і екологія
Червонобокі гребневухі сцинки мешкають на заході Квінсленда та на сході Північної Території. Вони живуть на сухих спінніфексових луках, що ростуть на важких червоних ґрунтах і кам'янистих пагорбах.